# Körfez
Körfez és un districte de la província de Kocaeli, Turquia.